# Tatiana Moukhine
Pour les articles homonymes, voir Moukhine.
Tatiana Moukhine est une actrice française d'origine russe née le 24 décembre 1922 à Alexandrie (Égypte) et morte le 18 mai 2003 à Brunoy. Elle a suivi les cours de l'Ecole Charles Dullin et devient active au théâtre au milieu des années 1950.

## Filmographie
- 1971 : La Cavale
- 1972 : Alberte (feuilleton TV) : Marusjka
- 1974 : La Femme de Jean : Christine
- 1975 : Lily aime-moi : La mère de Lily
- 1975 : La Preuve par treize (série TV) : La femme de César
- 1975 : Naïves Hirondelles (TV) : Mme Séverin
- 1978 : L'Amour violé : La mère de Nicole
- 1979 : Mireille dans la vie des autres : Germaine
- 1981 : L'Amour nu : La dame au tricot
- 1981 : Le Fleuve rouge (TV) : Ludmila Priakhina
- 1984 : Les Enfants : Natasha
- 1994 : Jeanne la Pucelle I - Les batailles : Isabelle Romée

## Théâtre
- 1954 : Yerma de Federico García Lorca, mise en scène Guy Suarès, Théâtre de la Huchette
- 1955 : Les Trois Sœurs d'Anton Tchekhov, mise en scène Sacha Pitoëff, Théâtre de l'Œuvre
- 1956 : Les Amants puérils de Fernand Crommelynck, mise en scène Tania Balachova, Théâtre des Noctambules
- 1956 : Requiem pour une nonne de William Faulkner, adaptation et mise en scène Albert Camus, Théâtre des Mathurins

- 1961 : Les Bonnes de Jean Genet, mise en scène Jean-Marie Serreau, Odéon-Théâtre de France
- 1961 : Requiem pour une nonne de William Faulkner, adaptation et mise en scène Albert Camus, Théâtre des Mathurins
- 1963 : L'avenir est dans les œufs ou il faut de tout pour faire un monde d'Eugène Ionesco, mise en scène Jean-Marie Serreau, Théâtre de l'Ambigu
- 1964 : Sire Halewyn de Michel de Ghelderode, mise en scène Pierre Debauche, Festival du Marais
- 1967 : Antigone de Bertolt Brecht, mise en scène Jean Tasso, Festival du Marais
- 1968 : Charles VI de Claude Cyriaque, mise en scène Jean-François Adam, Poche Montparnasse

- 1970 : Early morning d'Edward Bond, mise en scène Georges Wilson, Festival d'Avignon, TNP Théâtre de Chaillot
- 1973 : Home de David Storey, adaptation de Marguerite Duras, mise en scène Claude Régy, Espace Cardin
- 1973 : Isma de Nathalie Sarraute, mise en scène Claude Régy, Espace Cardin
- 1973 : Hamlet de William Shakespeare, mise en scène Bernard Ballet et Marcel Maréchal
- 1975 : Lear d'Edward Bond, mise en scène Patrice Chéreau, TNP Villeurbanne, Théâtre national de Belgique, Théâtre national de l'Odéon
- 1976 : Louve basse de Denis Roche, mise en scène Georges Lavaudant, Festival d'Avignon
- 1977 : Loin d’Hagondange de Jean-Paul Wenzel, mise en scène Patrice Chéreau, Théâtre de la Porte-Saint-Martin
- 1979 : Les Hauts de Hurlevent d'après Emily Brontë, mise en scène Robert Hossein, Théâtre de Boulogne-Billancourt

- 1980 : Le Fleuve rouge de Pierre Laville, mise en scène Marcel Maréchal, Théâtre national de Marseille, Théâtre national de Chaillot, TNP Villeurbanne, Théâtre national de Strasbourg
- 1983 : Les Paravents de Jean Genet, mise en scène Patrice Chéreau, Théâtre Nanterre-Amandiers
- 1987 : Le Capitaine Fracasse de Théophile Gautier, mise en scène Marcel Maréchal, Théâtre de Paris
- 1988 : Par les villages de Peter Handke, mise en scène Jean-Claude Fall, Théâtre de la Bastille
- 1990 : Cripure de Louis Guilloux, mise en scène Marcel Maréchal, TNP Villeurbanne

Le critique de théâtre du Monde, Michel Cournot, écrivait à propos de cette dernière pièce: "l'émotion de ce spectacle repose sur la présence exceptionnelle de Tatiana Moukhine, la compagne de Cripure. Tatiana Moukhine, quoi que ce soit qu'elle joue _ coudre un bouton, verser la soupe, serrer contre son cœur un agonisant, chanter trois notes, _ fait s'élever dans l'air du théâtre un prodige de clarté, de jeunesse d'esprit, d'harmonie. L'alliance d'une poésie inimaginable et d'une vérité innocente. Et, étrangement, l'air de rien, presque même une désinvolture. C'est sidérant."

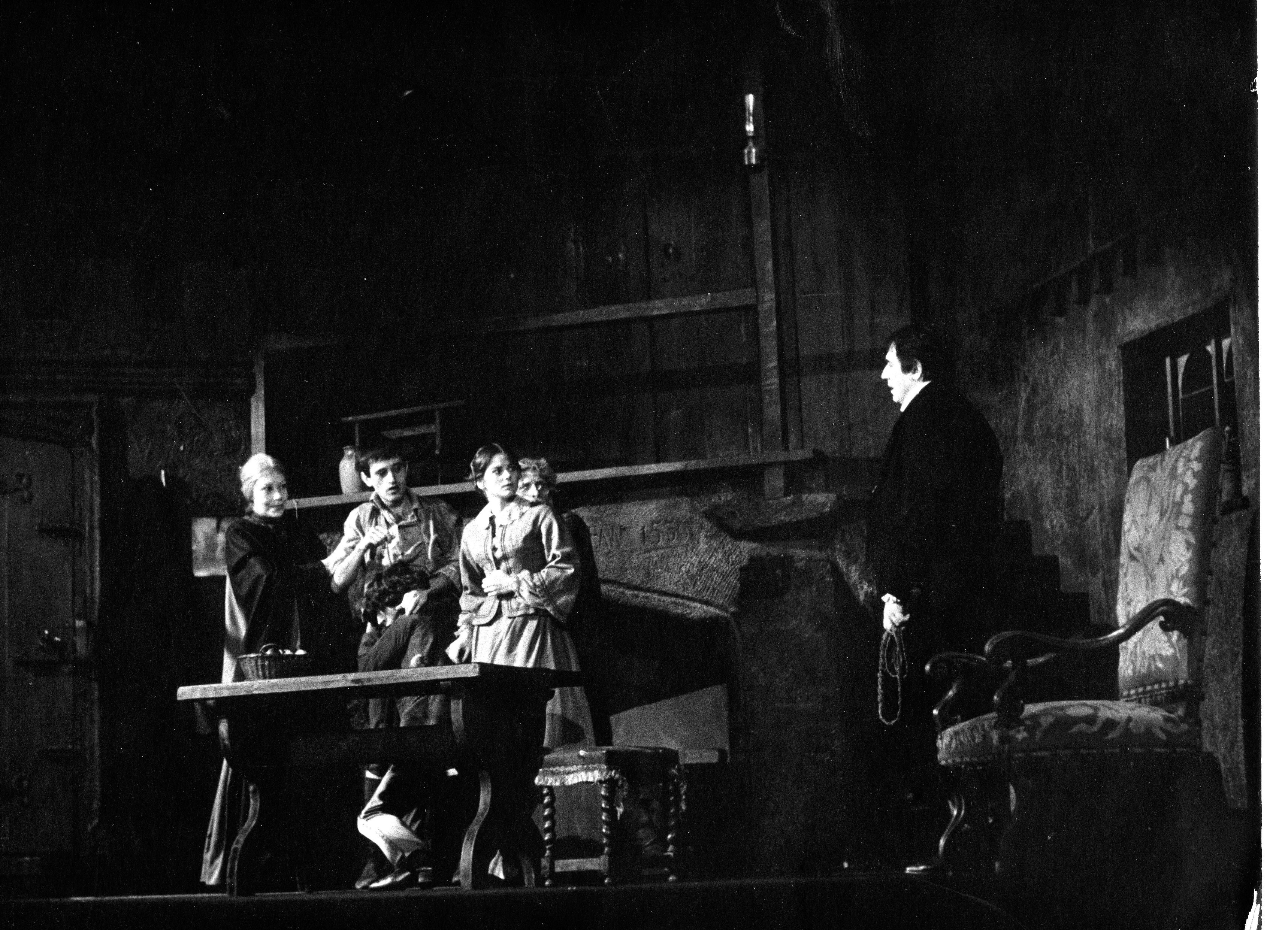
Tatiana Moukhine (à gauche) et Robert Hossein (à droite)
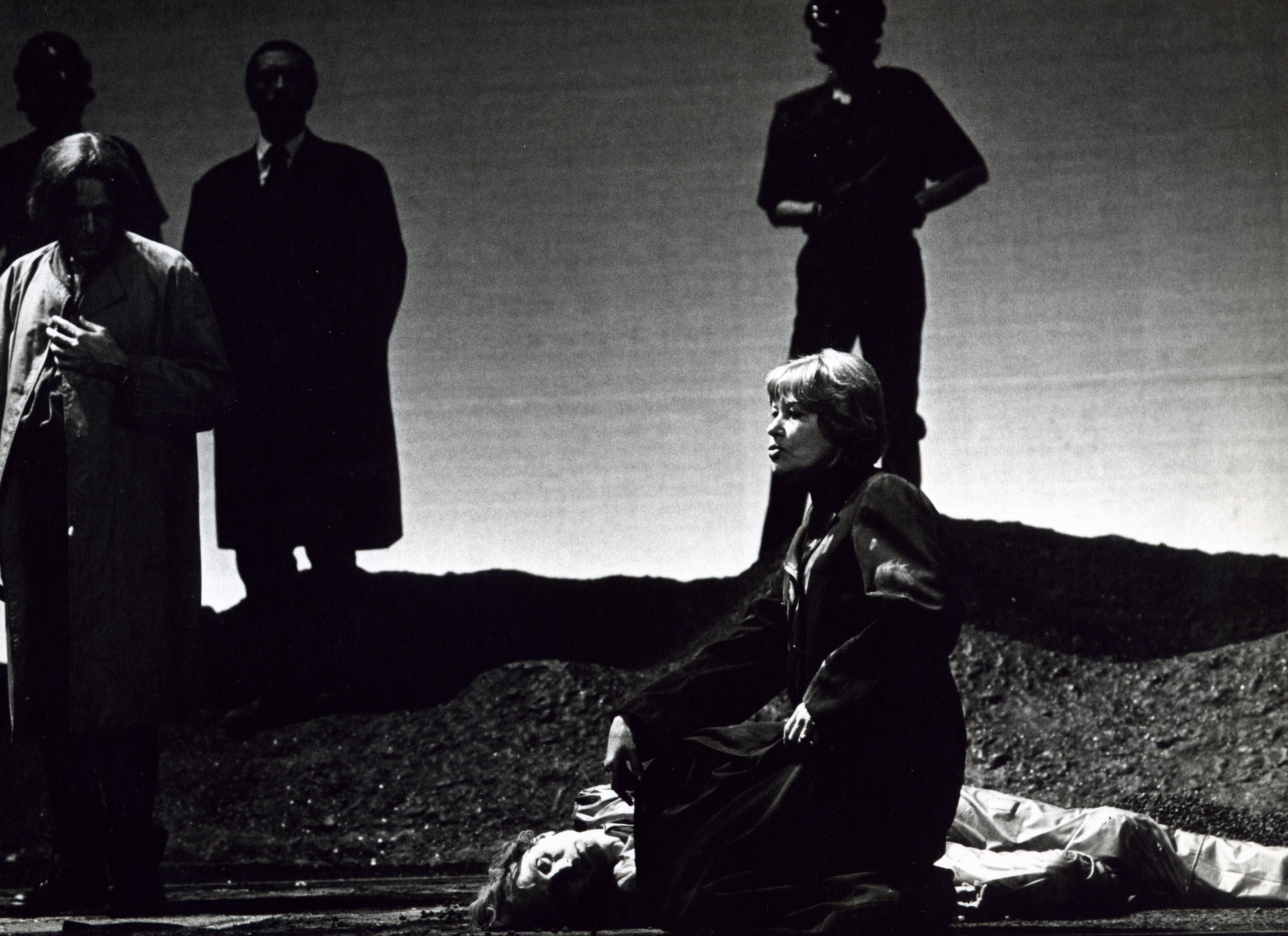
Tatiana Moukhine au Théâtre